# Ixylasia semivitreata
Ixylasia semivitreata är en fjärilsart som beskrevs av George Francis Hampson 1905. Ixylasia semivitreata ingår i släktet Ixylasia och familjen björnspinnare. Inga underarter finns listade i Catalogue of Life.